# Scaphandre autonome Cousteau-Gagnan
Pour les articles homonymes, voir Scaphandre autonome et Cousteau.
Le scaphandre autonome Cousteau-Gagnan est une série de scaphandre autonome à détendeur de plongée, inventé en 1943 et breveté en 1945 sous le nom de « CG45 » par Jacques-Yves Cousteau et Émile Gagnan. Il est considéré comme le premier scaphandre autonome de l'histoire de la plongée sous-marine.

## Histoire
L'invention du scaphandre autonome va révolutionner la plongée sous-marine et l'exploration des fonds marins, alors uniquement possible avec des scaphandriers. Le principe de fonctionnement du scaphandre autonome est théorisé en 1838 par Manuel Théodore Guillaumet, et mis en application dans les années 1860 par Benoît Rouquayrol et Auguste Denayrouze, dont le prototype inspire alors Jules Verne pour son célèbre roman Vingt Mille Lieues sous les mers de 1869. La forme actuelle de l'équipement de plongée autonome est élaborée par Maurice Fernez puis Yves Le Prieur pendant l'entre-deux-guerres, avec un scaphandre autonome Fernez-Le Prieur, breveté en 1926, à base d'air comprimé en circuit ouvert à débit d’air continu, qui limite la durée de l’utilisation du scaphandre.

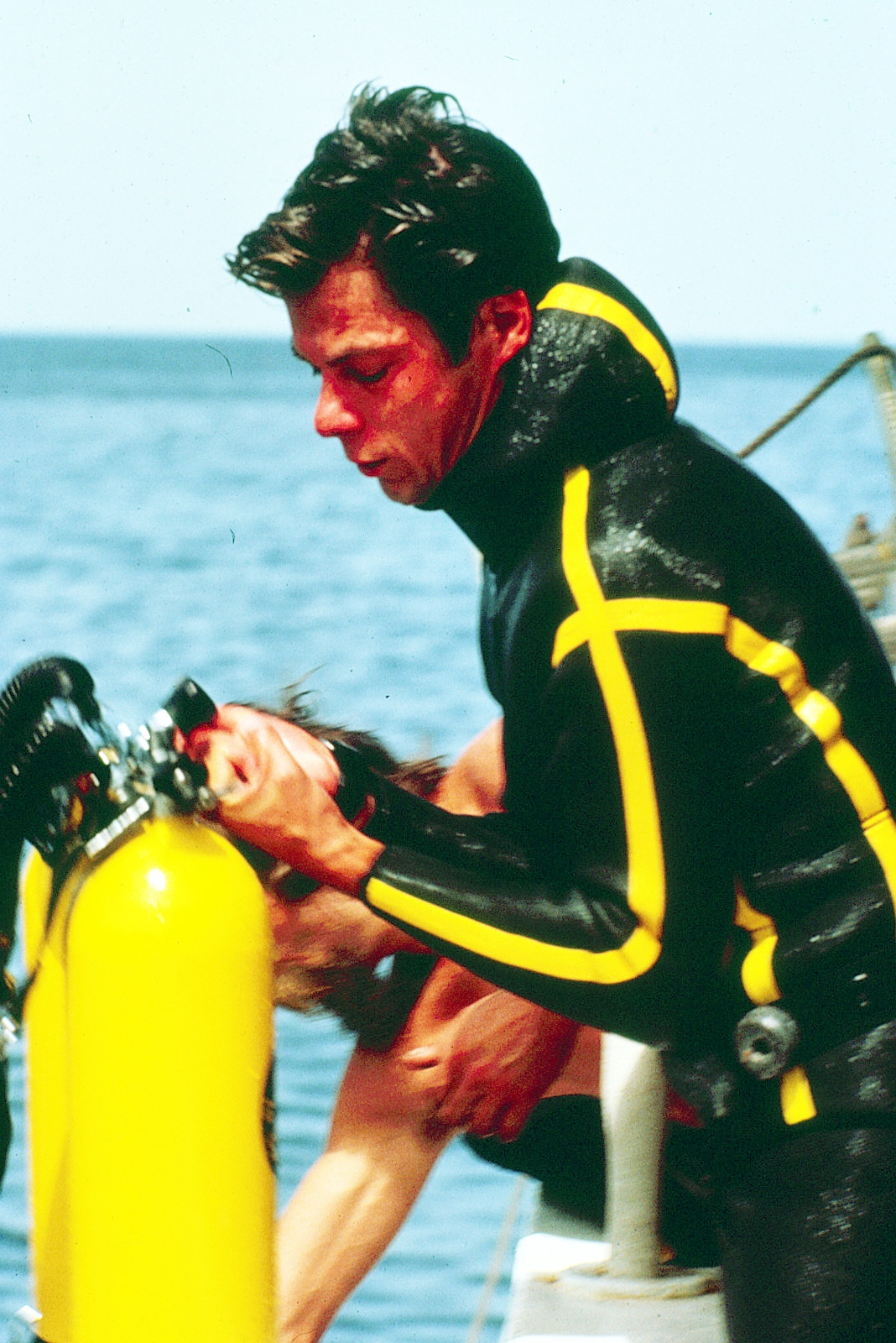

Il est perfectionné en 1943 par Émile Gagnan et Jacques-Yves Cousteau par un détendeur de plongée automatique (dit aussi « de débit à la demande ») utilisé jusqu’à ce jour avec divers améliorations et perfectionnements.
Pour faire fonctionner des véhicules à gazogène (pour pallier les rationnements et réquisitions de l'essence par l'occupant de la Seconde Guerre mondiale) l'ingénieur Air liquide Émile Gagnan se procure en 1942 un détendeur Rouquayrol-Denayrouze, qu'il améliore, miniaturise et brevette à son nom. Le contre-amiral de la Marine française et directeur d'Air Liquide Henri Melchior présente alors Émile Gagnan en décembre, à Paris, à son gendre Jacques-Yves Cousteau (qui a épousé sa fille Simone Melchior en 1937) car il sait que celui-ci cherche à améliorer depuis longtemps l'autonomie des équipements de plongée, avec ses amis plongeurs Frédéric Dumas et Philippe Tailliez (« les Mousquemers » du G.R.S.). Cousteau et Gagnan créent alors un détendeur de plongée automatique qui permet à l’air comprimé à 200 bars d'une bouteille de plongée de sortir à la pression ambiante correspondant à la profondeur, avec un débit à la demande, uniquement quand le plongeur aspire. Cousteau réalise personnellement le premier essai concluant de son nouveau scaphandre autonome Cousteau-Gagnan en juin 1943, au large de la plage du Barry de Bandol dans le Var, avec son épouse Simone Cousteau, et ses amis plongeurs Frédéric Dumas et Philippe Tailliez. Une plaque commémorative locale commémore l’événement historique.

« Aqua Lung/La Spirotechnique » industrie internationale spécialisée dans le matériel de plongée sous-marine de Jacques-Yves Cousteau et Émile Gagnan.

Cousteau et Gagnan brevettent leur scaphandre CG45 (« CG » pour « Cousteau-Gagnan » et « 45 » pour « 1945 ») et fondent alors en 1946 l'industrie internationale spécialisée dans le matériel de plongée sous-marine « Aqua Lung/La Spirotechnique » filiale d'Air Liquide (aqualung, « poumon aquatique » en anglais, inventé par Cousteau à des fins de commercialisation internationale,). Cette invention, suivie plus tard des modèles Mistral, Royal Mistral, Spiro 8, Cristal, et de celles de la photographie sous-marine et vidéo sous-marine, permet au commandant Cousteau de démocratiser la plongée sous marine, et de devenir un des premiers explorateurs océanographiques autonomes de l'histoire de la plongée sous-marine, à photographier et filmer les fonds marins,,. Il devient célèbre dans le monde avec son navire océanographique Calypso, en particulier avec son film Le Monde du silence de 1956, avec Louis Malle, Palme d'or du Festival de Cannes 1956, et Oscar du meilleur film documentaire 1957,...

## Quelques musées
- Musée national de la Marine de Paris
- Musée Frédéric-Dumas de Sanary-sur-Mer, dédié au Mousquemer Frédéric Dumas[16]
- Musée du Scaphandre d'Espalion dans l'Aveyron, dédié à Benoît Rouquayrol et Auguste Denayrouze

## Télévision
- 1942-1997 : Filmographie de Jacques-Yves Cousteau
- 1966-1976 : L'Odyssée sous-marine de l'équipe Cousteau

## Cinéma
- 1956 : Le Monde du silence, de Jacques-Yves Cousteau et Louis Malle, Palme d'or du Festival de Cannes 1956, et Oscar du meilleur film documentaire 1957.
- 1964 : Le Monde sans soleil, de Jacques-Yves Cousteau, Simone Cousteau et Albert Falco.
- 1976 : Voyage au bout du monde, de Jacques-Yves Cousteau, Philippe Cousteau et Marshall Flaum (en)
- 2016 : L'Odyssée, de Jérôme Salle, avec Lambert Wilson dans le rôle du commandant Jacques-Yves Cousteau[17],[18].